# اجبينات (سوق الطلبة الشمالية)
اجبينات هو دُوَّار يقع بجماعة السواكن، إقليم العرائش، جهة طنجة تطوان الحسيمة في المملكة المغربية. ينتمي الدوّار لمشيخة سوق الطلبة الشمالية التي تضم 19 دوار. يقدر عدد سكانه بـ 544 نسمة حسب الإحصاء الرسمي للسكان والسكنى لسنة 2004.

## روابط خارجية
- البوابة الوطنية للجماعات الترابية
- المندوبية السامية للتخطيط